# Апалачикола
Апалачикола (на английски: Apalachicola) е северноамериканско индианско племе, което през 17 век живее на река Апалачикола във Флорида и южна Джорджия. Има значително объркване по отношение на това племе, тъй като името апалачикола се прилага от испанците до всички долни крики като цяло още от 1639 г. През 1686 г. обаче с името апалачикола е обозначен точно определен град сред долните крики. Градът апалачикола е бил един от водещите крикски градове в миналото. Че градът е важен личи и от крикското му име, „Талуа Лако или Великия, големия град“. Легенда разказва как мускогите нахлуват в страната им да се бият с тях, но скоро след това двете племена сключват мир. Според това предание, Крикската конфедерация се ражда именно в резултат на този мир.

## Име
Името апалачикола идва от хичити думата „апалачиколи“ или от дума на мускогите – „апалачиколо“ и означава приблизително „хората от другата страна“, имайки предвид вероятно оттатък река Апалачикола. В някои исторически документи името им е записано и като „палачиколо“ и „парачукла“.

## Език
Известно е със сигурност, че оригиналният език на апалачикола е език хичити, клон на Мускогското езиково семейство.

## История
Апалачикола се появяват доста рано в историческите записи. Още през 1639 г. името им се появява като име отнасящо се за всички долни крики. Тогава апалачикола е може би най-големият и важен град на Крикската конфедерация, и е водещ сред „белите“ или мирни градове. Това се повтаря до 1686 г., когато апалачикола се прилага до точно определен град в долното течение на река Апалачикола. Известно е, че племето има по-добри отношения с испанците отколкото с останалите племена на криките. Вероятно заради това към 1706 г. апалачикола се местят на река Савана, на около 50 мили от устието ѝ. През 1716 г., непосредствено след Войната ямаси те се връщат в старата си родина и се установяват при сливането на реките Чатахучи и Флинт. По-късно се местят нагоре по Чатахучи в Алабама. От този период са известни две техни селища – Палочуколо и Талуалоко. При преброяването през 1832 г., точно преди преместването на криките в Оклахома, в първия град живеят 77 души, а във втория – 162 плюс 7 роби. След отстраняването в Оклахома, апалачикола се заселват в северната част на новата страна. Постепенно те се смесват с останалите групи крики и престават да съществуват като самостоятелно племе.